# Rallye Monte Carlo des Énergies Nouvelles
Nouvelle compétition internationale automobile créée en 2009 par l'Automobile Club de Monaco, le Rallye Monte Carlo des Énergies Nouvelles est réservé à des véhicules 100% non polluants et sans CO2 (ie : électrique, pile à combustible, hydrogène, photovoltaïque, air comprimé…), à 4 roues, homologués pour la route, avec un minimum de 2 sièges et 5 au maximum.

## Palmarès
(p) : Pilote
(c) : Copilote

### FIA Alternative Energies Cup (2009-2015)
| Année | Médaille d'or                                 | Médaille d'argent                          | Médaille de bronze                             | Meilleure voiture électrique              |
| ----- | --------------------------------------------- | ------------------------------------------ | ---------------------------------------------- | ----------------------------------------- |
| 2009  | Raymond Durand (p) Jean-Jacques Marcellin (c) | Luis Murguía (p) Javier Urmeneta (c)       | Jean-Pierre Ballet (p) Marie-Agnès Sautier (c) | Mathieu Kassovitz (p) Simon Rochefort (c) |
| 2009  | Toyota Prius                                  | Toyota Prius                               | Honda Insight                                  | Tesla Roadster                            |
| 2010  | Luis Murguía (p) Javier Urmeneta (c)          | Bernard Hostein (p) Bernard Vialar (c)     | Christophe Ponset (p) Serge Pastor (c)         | Erik Comas (p) Sébastien Chol (c)         |
| 2010  | Toyota Prius Advance                          | Toyota Prius                               | Toyota Prius                                   | Tesla Roadster                            |
| 2011  | Raymond Durand (p) Bernard Vialar (c)         | Gianmaria Aghem (p) Rossella Conti (c)     | Massimo Beltrami (p) Giovanni Merzari (c)      | Erik Comas (p) Sébastien Chol (c)         |
| 2011  | Toyota Auris                                  | Honda CR-Z                                 | Toyota Auris                                   | Tesla Roadster                            |
| 2012  | Sylvain Blondeau (p) Jean-Luc Hasler (c)      | Bernard Darniche (p) Joseph Lambert (c)    | Massimo Liverani (p) Valeria Strada (c)        | James Morlaix (p) Valérie Palmarole (c)   |
| 2012  | Dacia Logan                                   | Opel Ampera                                | Fiat Croma                                     | Tesla Roadster                            |
| 2013  | Jean Verrier (p) Jean Rick (c)                | Laurent Caro (p) Jean-François Vincent (c) | Luis Murguía (p) Javier Urmeneta (c)           | Jean Ferry (p) Patrick Curti (c)          |
| 2013  | Honda Civic                                   | Honda CR-Z                                 | Toyota Yaris                                   | Mitsubishi iMiEV                          |
| 2014  | Sylvain Blondeau (p) Jean-Luc Hasler (c)      | Massimo Liverani (p) Valeria Strada (c)    | Raymond Durand (p) Daniel Collet (c)           | Greg Jonkerlinck (p) Yves Munier (c)      |
| 2014  | Opel Astra                                    | Abarth 500                                 | Opel Ampera                                    | Renault Zoe                               |
| 2015  | Nicola Ventura (p) Guido Guerrini (c)         | Massimo Liverani (p) Valeria Strada (c)    | Christophe Ponset (p) Serge Pastor (c)         | Pascal Ferry (p) Aurore Ferry (c)         |
| 2015  | Abarth 500                                    | Alfa Romeo GTV                             | Toyota Prius                                   | Renault Zoe                               |

### FIA E-Rally Regularity Cup (2017-2021)
| Année | Médaille d'or                             | Médaille d'argent                         | Médaille de bronze                             |
| ----- | ----------------------------------------- | ----------------------------------------- | ---------------------------------------------- |
| 2016  | Artur Prusak (p) Thierry Benchetrit (c)   | Christophe Ponset (p) Serge Pastor (c)    | Alexandre Stricher (p) Michael Torregrossa (c) |
| 2016  | Toyota Mirai                              | Renault Zoe                               | Renault Zoe                                    |
| 2017  | Didier Malga (p) Anne-Valérie Bonnel (c)  | Piotr Moson (p) Jérémie Delran (c)        | Frédéric Mlynarczyk (p) Christophe Marquès (c) |
| 2017  | Tesla Model S                             | BMW i3                                    | Toyota Mirai                                   |
| 2018  | Alexandre Stricher (p) Hugo Lara (c)      | Didier Malga (p) Anne-Valérie Bonnel (c)  | Jacques Pastor (p) Serge Pastor (c)            |
| 2018  | Toyota Mirai                              | Tesla Model S                             | Toyota Mirai                                   |
| 2019  | Frédéric Ozon (p) Marjorie Glatigny (c)   | Artur Prusak (p) Thierry Benchetrit (c)   | Frédéric Mlynarczyk (p) Christophe Marquès (c) |
| 2019  | Tesla Model S                             | DS 3 E-Tense                              | DS 3 E-Tense                                   |
| 2020  | Édition annulée en raison des intempéries | Édition annulée en raison des intempéries | Édition annulée en raison des intempéries      |
| 2021  | Frédéric Lansiaux (p) Nicolas Buhot (c)   | Franko Špacapan (p) Sebastjan Kobal (c)   | Didier Malga (p) Anne-Valérie Bonnel (c)       |
| 2021  | Volkswagen ID.4                           | Hyundai Kona                              | Porsche Taycan                                 |

### FIA ecoRally Cup (2022-)
| Année | Médaille d'or                                      | Médaille d'argent                                  | Médaille de bronze                   |
| ----- | -------------------------------------------------- | -------------------------------------------------- | ------------------------------------ |
| 2022  | Jacques Pastor (p) Fulvio Gazzola (c)              | Eneko Conde Pujana (p) Lukas Sergnese Bermúdez (c) | Guido Guerrini (p) Artur Prusak (c)  |
| 2022  | Kia EV6                                            | Kia eSoul                                          | Kia eNiro                            |
| 2023  | Eneko Conde Pujana (p) Lukas Sergnese Bermúdez (c) | Guido Guerrini (p) Artur Prusak (c)                | Bernard Heine (p) Valérie Piette (c) |
| 2023  | Kia eNiro                                          | Kia eNiro                                          | Volkswagen ID.3                      |